# Ceropegia bhatii
Ceropegia bhatii ist eine Pflanzenart aus der Unterfamilie der Seidenpflanzengewächse (Asclepiadoideae). Sie ist endemisch in einem kleinen Areal des Malebennur Ghat im Davangere-Distrikt im indischen Bundesstaat Karnataka. Das Artepitheton ehrt Prof. K.
Gopalakrishna Bhat vom Department of Botany, Poornaprajna College, Udupi für seine Beiträge auf dem Gebiet der Taxonomie und Botanik. 

## Merkmale

### Vegetative Merkmale
Ceropegia bhatii ist eine ausdauernde, krautige, windende Pflanze mit einem knolligen Wurzelstock. Die Wurzelknollen haben einen Durchmesser von 2 bis 2,5 cm. Die wenigen Wurzeln sind faserig. Es wird ein einziger, windender, unverzweigter, zylindrischer Trieb entwickelt, der bis 1 m lang wird. Im unteren Teil ist er mit Zilien besetzt, im oberen Teil ist er kahl. Er hat einen Durchmesser von 1 bis 2 mm. Die kurzgestielten Blätter sind einfach, die Stiele 0,5 bis 0,8 cm lang. Die Blattspreite ist linealisch bis linealisch-lanzettlich. Sie sind 4,5 bis 9 cm lang und 0,4 bis 1,5 cm breit. Das Blattende ist zugespitzt, die Basis läuft konusförmig aus. Die Blattoberseite ist spärlich behaart, die Unterseite kahl. Der Blattrand ist mit Zilien besetzt.

### Blütenstand und Blüten
Die Blütenstand ist eine Zyme. Die fünfzähligen, zygomorphen Blüten sind zwittrig und besitzen eine doppelte Blütenhülle. Die zweiblütigen Blütenstände sitzen in den Blattachsel oder auch außerhalb. Der Blütenstandsschaft ist 0,5 bis 1 cm lang, fadenförmig und kahl. Die kahlen Blütenstiele messen 6 bis 8 mm in der Länge und 0,5 bis 0,8 mm in der Länge. Die kahlen Tragblätter stehen solitär, sind 1 bis 3 mm lang und 0,2 bis 0,5 mm lang, linealisch in der Form und zugespitzt. Die fünf kahlen, linealisch geformten Kelchblätter sind bei einer Länge von 3 bis 5 mm Länge und 0,6 bis 0,9  mm am Ende zugespitzt. Die grünlich gelbe Blütenkrone ist insgesamt 3 bis 3,8 cm lang, davon entfallen auf die Kronröhre 1,5 bis 2 cm. Die außen glatten Kronröhre wird durch die fünf Kronblätter gebildet, die im unteren Teil verwachsen sind. Sie ist an der Basis nur mäßig angeschwollen. Der obere Teil dieses „Kessel“ ist innen mit purpurbraunen Streifen versehen, der untere Teil ist fleckig. Die grünlichen Kronblattzipfel sind 1,3 bis 1,8 cm lang und länglich-linealisch geformt mit einem zugespitzten Ende. An den Spitzen sind sie miteinander verwachsen und bilden insgesamt eine eiförmige, käfigartige Struktur. Die interstaminale (oder äußere) Nebenkrone besteht aus fünf  tief ausgekerbten, tassenförmigen, purpurfarbenen Zipfeln, deren Ränder mit Zilien besetzt sind. Die staminale (oder innere) Nebenkrone besteht aus fünf linealischen, purpurfarbenen, bis 3 mm langen Zipfeln. Das Pollinarium ist 0,3 mm lang und 0,15 mm breit.

### Früchte und Samen
Die paarigen, geraden Balgfrüchte sind spindelförmig und stehen aufrecht. Sie sind kahl und werden bis 8 cm lang, bei einem Durchmesser von 0,3 cm, Die Samen sind 4 mm lang und 1,5 mm breit, und länglich-eiförmig. Der seidenweisse Haarschopf ist  0,8 bis 1,4 cm lang. 

### Ähnliche Arten
Ceropegia bhatii ähnelt Ceropegia noorjahaniae Ansari, differiert aber durch die zwei-blütigen Blütenständen (drei-blütig bei C. noorjahaniae) und durch die windende Sprossachsen (gegenüber aufrechten Sprossachsen bei C. noorjahaniae). Der Kronröhrenkessel ist bei Ceropegia bhatii nur mäßig aufgebläht, während er bei Ceropegia noorjahaniae auf über die doppelte Dicke des Minimumdurchmesser der Kronröhre anschwillt. Die Ränder der Kronblattzipfel sind an der Basis zurückgebogen, während sie bei Ceropegia noorjahaniae stark zurückgebogen sind.
Die Art wird von der Erstbeschreibern zur Serie Attenuatae der Sect. Tiloris gerechnet, die in Indien mit neun Arten vertreten ist und die alle auf dem indischen Subkontinent endemisch sind. Sie differiert von allen anderen Arten der Serie Attenuatae (Ceropegia anantii S. R. Yadav et al., Ceropegia anjanerica Malpure et al., Ceropegia attenuata Hook., Ceropegia fimbriifera Bedd., Ceropegia mahabalei Hemadri & Ansari, Ceropegia mohanramii S. R. Yadav et al., Ceropegia noorjahaniae M. A. Ansari und Ceropegia spiralis Wight) durch die windenden Sprossachsen.

## Geographische Verbreitung und Ökologie
Ceropegia bhatii wurde bis nur in einem kleinen, ca. 5 km² großen Gebiet auf dem Malebennur Ghat (14° 18' 40. N, 75° 43' 30.7 E) im Davangere-Distrikt im indischen Bundesstaat Karnataka gefunden.   
Die Art wächst in offenem Grasland mit vereinzelten Büschen in 600 bis 625 m über Meereshöhe. Mit ihr vergesellschaftet sind Anogeissus latifolia (Roxb. ex DC.), Wall. ex Guill. & Perr., Dolichandrone spathacea (L. f.) K. Schum., Wrightia tinctoria, R. Br., Cymbopogon caesius (Nees) Stapf und Tylophora fasciculata Buch.-Ham. Sie blüht und trägt Früchte von August bis November.

## Taxonomie und Gefährdung
Ceropegia bhatii wurde von  Shrirang Ramchandra Yadav und Shankar Maloji Shendage 2010 erstmals beschrieben; das Taxon ist bei IPNI (International Plant Name Index) gelistet. Die Art ist bisher nur von der Typlokalität bekannt. Die Autoren fanden dort „nur“ 35 Pflanzen. Sie schätzen damit die Art als „Critically Endangered“ ein. 

## Belege